# 清水隆三
清水 隆三（日语：しみず りゅうぞう、1902年9月30日—?）是日本的一名足球運動員，曾代表日本隊出戰。曾參加過1923年5月的第6回远东运动会和之後世界杯，打进歷史上的第一顆球。

## 来歴
1923年3月從東京府青山師範学校畢業，並在1923年5月舉辦的第6回远东运动会被選為足球選手而被選進世界盃A組。在国際A組進球了日本歷史上的第一顆球。但之後此人就消失了，此後就沒有在出場過，也沒有後續的報導。

## 選手履歷

### 出場比賽
- 第6回远东运动会

### 試合数
- 国際A比賽 2賽 1球(1923)[3]

| 日本國家隊 | 日本國家隊 | 日本國家隊 |
| 年         | 出场       | 進球       |
| ---------- | ---------- | ---------- |
| 1923       | 2          | 1          |
| Total      | 2          | 1          |

### 得分
| # | 年月日        | 舉辦地       | 對手   | 勝負 | 概要            |
| - | ------------- | ------------ | ------ | ---- | --------------- |
| 1 | 1923年5月23日 | 日本、大阪市 | 菲律賓 | 1-2  | 第6回远东运动会 |

## 脚注
1. 1 2  国際Aマッチ以外では、1917年5月10日の第3回極東選手権大会のフィリピン戦で藤井春吉が2得点したのが日本代表初のゴールである。
2. 1 2  . 日本サッカー協会.   [2016-09-23]. （原始内容存档于2020-01-29）.
3. 1 2  株式会社スポーツニッポン新聞社マルチメディア事業本部. . www.sponichi.co.jp.   [2016-11-24]. （原始内容存档于2016-11-24）.

## 外部連結
- 清水隆三在 National-Football-Teams.com 上的出场纪录 （英文）
- 東京蹴球団的歷史
- 清水隆三2015年的再報導 （页面存档备份，存于）
- 日本國家隊清水隆三的數據
- （页面存档备份，存于） （页面存档备份，存于）